# Ziehklinge
Ziehklinge er et stykke værktøj; første led stammer fra tysk ziehen, trække.
Officielt er ordet stavet siklinge, men benævnes også afskrabningsjern, skavejern, skavjern, skavklinge, trækklinge eller trækkejern. Eller efter sin form svanehals-(ziehklinge), griseøre og svineøre.
En ziehklinge er tynd stålplade, i de fleste tilfælde af rektangulær form, dog også i svanehals- eller svineøre-form, svunget i forskellige buer, især anvendelige til forskellige hulkele, eller som den særlige violinbyggerskraber med en lige og en konveks kant.
Ziehklinger anvendtes førhen til afpudsning i stedet for sandpapir, hajskind eller lign., og engang – (i 40'ne og 50'erne) til afskrabning af celluloselak, skønt metoden efterhånden er blevet forældet.
En skibssnedker har fortalt, at griseøret er en svanehalsziehklinge. Ordet har været i brug på B&Ws skibsværft i København i 1970'erne og 1980'erne; der er desuden litterært belæg for ordet i Teknisk Leksikon bind I. Synonymet svineøre er derimod ikke set anvendt.
Ziehklingeopsætter eller normalt ziehklingestål er et stykke rundt eller trekantet, skæftet værktøj bestående af hærdet blankpoleret stål, ofte hjemmelavet af en gammel trekantfil der har fået fjernet alle spor af behugning og blevet poleret op. Stålet bruges til opsætning af ziehklinger, idet graten i første omgang "lægges ned", dvs. presses ud parallelt med fladen og siden "sættes op", idet man med en kant af stålet trækker den omtrent vinkelret på zieklingens flader. Til pudsning af træ kræves en grov grat, mens der til lakarbejder kræves en fin. Ved træarbejde kan man således nøjes med at file ziehklingen, mens den ved lakarbejde skal en tur på skure- og strygesten hvorved den poleres.

## Ekstern henvisning
Teknisk Leksikon, bd. I 1943
- http://www.liutaiomottola.com/Tools/Scraper.htm Sharpening and Burnishing a Scraper] – Step by step instructions for quickly getting a hand scraper ready for use, from the Liutaio Mottola Lutherie (guitarmaking) Information Website
- http://www.baskholm.dk/haandbog/haandbog.html Arkiveret 16. september 2008 hos  Wayback Machine